# Владислав Калінський
Владислав Калінський (пол. Władysław Kaliński; 22 березня 1891, Рогатин — 13 серпня 1952, Лондон) — польський офіцер, дипломований полковник піхоти.

## Біографія
Син Яна Калінського та Катажини, уродженої Швед. Він навчався у семи класах середньої школи та склав іспити на атестат зрілості в 1912 році.
Під час Першої світової війни, 3 серпня 1914 року, він вступив до Польських легіонів, де служив до липня 1917 року. Його було підвищено до фенріха (1 листопада 1916) та лейтенанта (1 січня 1917).
У вересні 1917 року, після кризи присяги, його призвали до Австро-Угорської армії як громадянина Австрії, де він служив до серпня 1918 року.
У листопаді 1918 року його було призначено до Польської армії у званні поручника. Він брав участь у польсько-радянській війні. Він послідовно служив командиром роти 5-го піхотного полку Легіонів (листопад 1918 — 7 грудня 1919), штаб-ад'ютантом 1-ї піхотної бригади Легіонів (7 грудня 1919 — 9 липня 1920) та командиром 1-го піхотного полку Варшавської оборони (8 серпня 1920 – 19 вересня 1920). У 1919 році його було підвищено до капітана.
15 липня 1920 року його було затверджено в званні майора піхоти, з 1 квітня 1920 року, у групі офіцерів колишніх Польських Легіонів. Після війни обіймав такі посади: начальник навчального відділу в Першому департаменті основної зброї Міністерства військових справ (19 вересня 1920 — 21 липня 1922) та командир батальйону в 36-му піхотному полку Академічного легіону (21 липня — 30 листопада 1922).
З 30 листопада 1922 до 1 жовтня 1924 року він навчався на звичайному курсі у Вищій військовій школі у Варшаві. 1 жовтня 1924 року, після завершення курсу та отримання академічного звання офіцера Генерального штабу, його було призначено до Канцелярії Тісної військової ради на посаду керівника навчального відділу. 1 грудня 1924 року президент Республіки Польща Станіслав Войцеховський, за проханням міністра військових справ генерал-майора Владислава Сікорського, підвищив його до звання підполковника, зі старшинством з 15 серпня 1924 року, та присвоїв йому 97-й ранг у корпусі піхотних офіцерів. 3 березня 1926 року його було переведено до III відділу Генерального штабу на посаду начальника відділу «Ослона» (прикриття).
25 червня 1927 року його було переведено до Корпусу охорони кордону командиром 3-ї півбригади охорони кордону в Подсвіллі, а пізніше в Березвеччі. У 1929 році підрозділ, яким він командував, було переформовано в полк Корпусу охорони кордону «Глібокє». 23 жовтня 1931 року його було переведено з Корпусу охорони кордонів до 48-го піхотного полку прикордонних стрільців у Станіславові на посаду командира полку. 10 грудня 1931 року його було підвищено до звання полковника зі старшинством, що діє з 1 січня 1932 року, та присвоєно 6-те звання в офіцерському корпусі піхоти. У 1936 році він став командиром піхоти 14-ї Великопольської піхотної дивізії в Познані.
У 1939 році він став командиром 13-ї Кресовської піхотної дивізії, командуючи цією дивізією під час Польської кампанії, спочатку у складі армії «Прусси». Після поразки цієї армії німцями він з деякими підрозділами пробився до Варшави. Тут він отримав наказ від командувача армії «Варшава» відтворити 13-ту піхотну дивізію з решти елементів розбитих дивізій: 13-ї, 19-ї та 29-ї піхотних дивізій, а також Робітничої бригади оборони Варшави. Після капітуляції Варшави потрапив у полон до німців. Війну провів в офіцерському таборі VII А Мурнау. Після звільнення з табору для військовополонених американськими військами у квітні 1945 року виїхав до Великої Британії та оселився в Лондоні, де жив до своєї смерті. Похований на цвинтарі Святої Марії.

## Нагороди
- Virtuti Militari, срібний хрест (№7072; 17 травня 1922)
- Орден Відродження Польщі, офіцерський хрест (10 листопада 1928)[1]
- Хрест Хоробрих — нагороджений 4 рази.
- Медаль «Десятиріччя війни за незалежність» (Латвія)[2]
- Хрест Незалежності (24 травня 1932)[3]
- Золотий хрест Заслуги (19 березня 1937)[4]